# 武进区博物馆
武进区博物馆位于中国江苏省常州市春秋淹城景区，由原武进博物馆和春秋淹城博物馆合并而成。

## 历史

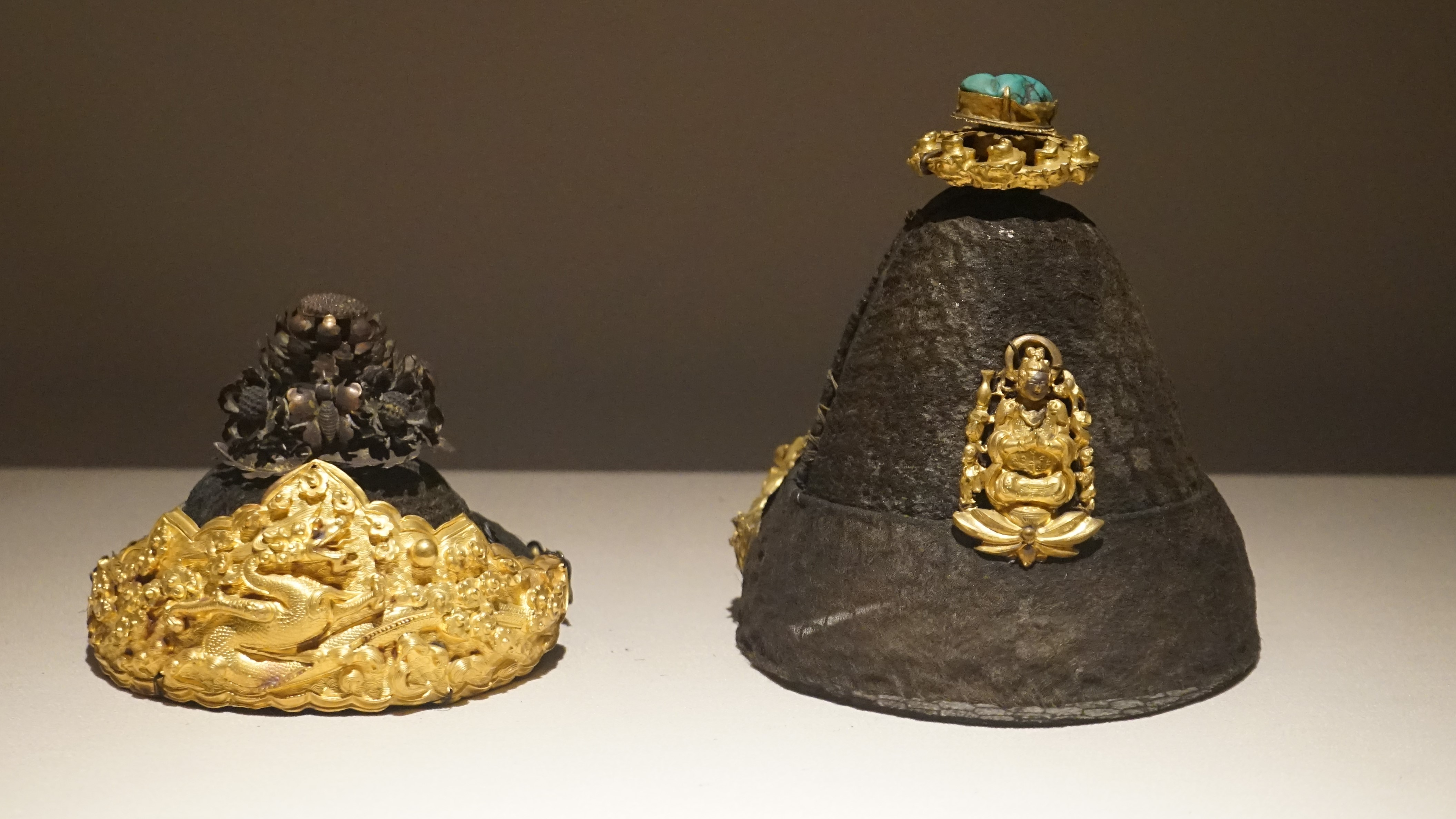
漆纱珠翠庆云冠

2007年12月12日建成开放，2009年1月1日起免费对外开放。收藏有武进区历代出土及淹城遗址相关文物。馆舍为仿汉建筑，占地8728平米。馆藏超过3000件。武进历史文化陈列是博物馆最重要的陈列。明王洛家族墓群出土的精品文物是武进博物馆馆藏中的特色，其中明漆纱珠翠庆云冠、明舞凤折枝花缎织金襕残片、明勾编网纹叠花贴绣素缎等为国家一级文物。博物馆编有《武进文物景点指南》、《武进馆藏书画》等图书。